# Acropora copiosa
Acropora copiosa е вид корал от семейство Acroporidae.

## Разпространение
Видът е разпространен в Австралия, Британска индоокеанска територия, Вануату, Виетнам, Индонезия, Кирибати, Коморски острови, Мавриций, Мадагаскар, Майот, Малайзия, Маршалови острови, Микронезия, Мозамбик, Науру, Нова Каледония, Палау, Папуа Нова Гвинея, Провинции в КНР, Реюнион, Сейшели, Сингапур, Соломонови острови, Тайван, Тайланд, Тувалу, Фиджи, Филипини и Япония.

## Описание
Популацията им е намаляваща.